# Enemy Within
Enemy Within je sedmé sólové studiové album anglického hudebníka Chrise Speddinga. Vydáno bylo v říjnu roku 1986 společností New Rose Records. Převážnou část alba Spedding nahrál během dvou týdnů, však následně bylo kvůli právním problémům na dva roky uloženo k ledu. Celé album stálo přibližně 35 tisíc dolarů. Kromě autorských písní deska obsahuje také dvě coververze. Na desce se nachází také píseň „Go West“, kterou se Speddingem napsal jeho dlouholetý spolupracovník John Cale a malou částí přispěla Speddingova tehdejší manželka Jody.

## Seznam skladeb
| Pořadí | Název                     | Autor                             | Délka |
| ------ | ------------------------- | --------------------------------- | ----- |
| 1.     | Hologram                  | Chris Spedding, Marshall Crenshaw | 3:25  |
| 2.     | Love's Made a Fool of You | Buddy Holly, Bob Montgomery       | 4:03  |
| 3.     | Signs of Love             | Spedding                          | 3:20  |
| 4.     | Street Walkin'            | Spedding                          | 3:20  |
| 5.     | Enemy Within              | Spedding                          | 3:22  |
| 6.     | Hi-Heel Shoes             | Spedding                          | 2:16  |
| 7.     | Counterfeit               | Spedding                          | 2:52  |
| 8.     | Girl                      | Spedding, Scott                   | 2:40  |
| 9.     | American Dream            | Spedding                          | 3:07  |
| 10.    | Go West                   | Spedding, John Cale, Jody Beach   | 3:40  |
| 11.    | Shakin' All Over          | Johnny Kidd, Guy Robinson         | 2:36  |

## Obsazení
Hudebníci
- Chris Spedding – zpěv, kytara, baskytara, syntezátor
- Anton Fig – bicí, perkuse
- Carter Cathcart – baskytara, klávesy
- Amanda Blue – doprovodné vokály
- Keith Lentin – baskytara, doprovodné vokály
- Cedric Samson – doprovodné vokály
- Diane Murray – doprovodné vokály
- David Van Tieghem – bicí
- David Leboult – klávesy
- Chris Bishop – doprovodné vokály
- Tom Finn – doprovodné vokály

Technická podpora
- Chris Spedding – producent
- Harvey Goldberg – zvukový inženýr
- Jorge Esteban – zvukový inženýr
- David Lichtenstein – zvukový inženýr
- Rod Hui – mixing
- Mick Rock – fotografie